# Malcolm Pyrah
Malcolm John Pyrah (Nottingham, 26 de agosto de 1941) es un jinete británico que compitió en la modalidad de salto ecuestre.
Ganó cuatro medallas en el Campeonato Mundial de Saltos Ecuestres entre los años 1978 y 1986, y cinco medallas en el Campeonato Europeo de Saltos Ecuestres entre los años 1979 y 1987. Participó en los Juegos Olímpicos de Seúl 1988, ocupando el sexto lugar en la prueba por equipos.

## Palmarés internacional
| Campeonato Mundial | Campeonato Mundial      | Campeonato Mundial | Campeonato Mundial |
| Año                | Lugar                   | Medalla            | Categoría          |
| ------------------ | ----------------------- | ------------------ | ------------------ |
| 1978               | Aquisgrán (RFA)         | Medalla de oro     | Por equipos        |
| 1982               | Dublín (Irlanda)        | Medalla de plata   | Individual         |
| 1982               | Dublín (Irlanda)        | Medalla de bronce  | Por equipos        |
| 1986               | Aquisgrán (RFA)         | Medalla de plata   | Por equipos        |
| Campeonato Europeo |                         |                    |                    |
| Año                | Lugar                   | Medalla            | Categoría          |
| 1979               | Róterdam (Países Bajos) | Medalla de oro     | Por equipos        |
| 1981               | Múnich (RFA)            | Medalla de plata   | Individual         |
| 1983               | Hickstead (Reino Unido) | Medalla de plata   | Por equipos        |
| 1985               | Dinard (Francia)        | Medalla de oro     | Por equipos        |
| 1987               | San Galo (Suiza)        | Medalla de oro     | Por equipos        |